# Državna geodetska uprava
Državna geodetska uprava (DGU) je državna upravna organizacija u Republici Hrvatskoj čija je zadaća obavljanje upravnih i stručnih poslova iz područja geodezije, kartografije, katastra i fotogrametrije. DGU vodi brigu o informatizaciji katastra i geodetsko-prostornog sustava, državnoj službenoj kartografiji, geodetskoj dokumentaciji, statističkim podacima o katastru nekretnina, prostornim jedinicama i vodovima, geodetsko-katastarskim poslovima za državnu granicu.
DGU se sastoji od Središnjeg ureda u Zagrebu i područnih ureda smještenih u gradovima sjedištima svih hrvatskih županija.
Trenutačni ravnatelj DGU je Antonio Šustić.

## Vanjske poveznice
- Službene stranice  Arhivirana inačica izvorne stranice od 17. prosinca 2008. (Wayback Machine)
- Državna geodetska uprava Hrvatska tehnička enciklopedija, portal hrvatske tehničke baštine. LZMK